# Гікорі-Корнерс (Мічиган)
Гікорі-Корнерс (англ. Hickory Corners) — переписна місцевість (CDP) в США, в окрузі Беррі штату Мічиган. Населення — 313 особи (2020).

## Географія
Гікорі-Корнерс розташоване за координатами 42°26′4″ пн. ш. 85°23′9″ зх. д. / 42.43444° пн. ш. 85.38583° зх. д. (42.434402, -85.385859).  За даними Бюро перепису населення США в 2010 році переписна місцевість мала площу 5,38 км², з яких 5,36 км² — суходіл та 0,01 км² — водойми.

## Демографія
Згідно з переписом 2010 року, у переписній місцевості мешкали 322 особи в 122 домогосподарствах у складі 90 родин. Густота населення становила 60 осіб/км².  Було 136 помешкань (25/км²).
Расовий склад населення:
| - 97,2 % — білих - 0,3 % — чорних або афроамериканців |

До двох чи більше рас належало 2,5 %. Частка іспаномовних становила 1,2 % від усіх жителів.
За віковим діапазоном населення розподілялося таким чином: 28,3 % — особи молодші 18 років, 61,5 % — особи у віці 18—64 років, 10,2 % — особи у віці 65 років та старші. Медіана віку мешканця становила 39,0 року. На 100 осіб жіночої статі у переписній місцевості припадало 96,3 чоловіків;  на 100 жінок у віці від 18 років та старших — 104,4 чоловіків також старших 18 років.
Цивільне працевлаштоване населення становило 113 особи. Основні галузі зайнятості: освіта, охорона здоров'я та соціальна допомога — 52,2 %, роздрібна торгівля — 15,0 %, будівництво — 13,3 %.